# Prosper (Texas)
Pour les articles homonymes, voir Prosper.
Prosper est une ville du Comté de Collin et de Denton au Texas, dans la région métropolitaine de Dallas/Fort Worth.
Sa population était de 9 423 habitants en 2010.